# Космос-1661
Космос-1661 је један од преко 2400 совјетских вјештачких сателита лансираних у оквиру програма Космос.
Космос-1661 је лансиран са космодрома Плесецк, СССР, 18. јуна 1985. Ракета-носач Молнија је поставила сателит у орбиту око планете Земље. Маса сателита при лансирању је износила 1250 килограма. Космос-1661 је био сателит за рано упозоравање на појаву интерконтиненталних балистичких ракета.